# Кримківська загальноосвітня школа
Кримківська ордена «Знак Пошани» загальноосвітня школа I—III ступеня імені Партизанської іскри — загальноосвітня школа в селі Кримка Первомайського району Миколаївської області.

## Історія школи
У 1857 році в Кримці було відкрито церковнопарафіяльну школу в сторожці при місцевій церкві, в якій навчалось 12 хлопчиків. Заняття проводив сільський дяк.
Оскільки населення села збільшувалось і у 1882 році школу відвідувало вже майже 50 учнів, міською громадою було придбано сільську хату для проведення занять. Тоді ж сільською громадою було запрошено першого вчителя.
У 1900 році в селі на кошти сільської громади було побудовано цегляне приміщення церковно-приходської школи.
У 1906 році з ініціативи місцевих жителів та за підтримки Балтського повітового земства відкрито земську школу, до якої з часом перейшли більшість учнів церковно-парафіяльної школи, що призвело до закриття останньої. Тривалий час Кримківська двокласна земська школа була єдиною в селах Богопільської волості. Навчання в ній велося російською мовою.
У 1920 році новий директор школи І. К. Поліщук запровадив у ній навчання українською мовою.
У другій половині 1920-х років у школі відбувались часті організаційно-структурні зміни: у 1926 році вона стала «школою I ступеня» з 5-річним терміном навчання (перша в районі); у 1927 році школа реорганізована в «трудову політехнічну школу соціалістичного виховання І ступеня», а згодом у «школу селянської молоді І-ІІ ступеня»; у 1928 році в школі з'явився 7-й клас, що означало перетворення в неповну середню. Цей статус офіційно закріплено у 1933 році.
У 1936 році Кримківська школа стала першою в Первомайському районі середньою школою. У 1939 році відбувся перший випуск десятикласників. Всього ж до початку Радянсько-німецької війни школа зробила три випуски.
16 серпня 1941 року Кримка була окупована німецько-румунськими військами. Розпорядженням префекта Голтянського повіту М. Ізопеску було дозволено розпочати навчання у школі. Проте працювала вона недовго: учні старших класів надавали перевагу роботі в домашньому господарстві, бракувало палива для опалення в зимовий період. Нерегулярні заняття проводились лише з учнями молодших класів.
Після звільнення села у березні 1944 року, в школі велась організаційна та відновлювальна робота, а 1 вересня 1944 року розпочались заняття.
Перші повоєнні роки відзначались значною плинністю кадрів. Часта зміна директорів не давала повною мірою налагодити власний стиль школи. З приходом на посаду директора О. В. Степанова в 1956 році школа почала набирати силу і авторитет.
У 1963 році розпочато будівництво нового приміщення школи. Восени в присутності міністра освіти УРСР А. Г. Бондар було закладено символічну першу цеглину, а вже 31 серпня 1964 року школа в урочистій обстановці офіційно введена в експлуатацію. На відкритті були присутні заступник голови Ради міністрів УРСР П. Т. Тронько, І секретар Миколаївського обкому КПУ Я. П. Погребняк, секретар ЦК ЛКСМУ В. С. Шевченко, міністр освіти А. Г. Бондар та інші. Тоді ж П. Т. Тронько зачитав постанову Ради міністрів УРСР про присвоєння Кримківській школі імені «Партизанської іскри».
30 вересня 1966 року Кримківська СШ була нагороджена орденом «Знак Пошани». Нагороду вручав І секретар Миколаївського обкому КПУ Т. Т. Попльовкін.
Матеріальна база школи росла і міцніла з року в рік. Збудовано низку допоміжних приміщень.
У 1972 році школа взяла участь у ВДНГ СРСР, а у 1977 році — ВДНГ УРСР.
У 1993 році школа вкотре змінила назву. Відтепер вона стала називатись Кримківська ордена «Знак Пошани» загальноосвітня школа I-III ступеня імені Партизанської іскри.
У 2022 школа  змінила назву на Кримківський ліцей
У 2023 році школа змінила назву на Кримківська гімназія Кам'яномостівської с/р Первомайського району Миколаївської області

## Директори
- 1910—1920 — Кравцов Лука Костянтинович
- 1920—1926 — Поліщук Іван Кирилович
- 1926—1927 — Чумаченко Федір Савович
- 1927—1936 — Ісаченко Іван Гаврилович
- 1936—1941 — Моргуненко Володимир Степанович
- 1944—1945 — Нечаївський Анатолій Федотович
- 1945—1952 — Коломієць Петро Федотович
- 1952—1953 — Півень Микола Якимович
- 1953—1954 — Веровенко Григорій Архипович
- 1954—1955 — Нерубащенко Федір Пантелеймонович
- 1955—1956 — Лозян Григорій Іванович
- 1956—1961 — Степанов Олексій Васильович
- 1961—1963 — Моргуненко Олена Володимирівна
- 1963—1967 — Непом'ящий Андрій Сергійович
- 1967—1969 — Ковальчук Микола Силович
- 1969—1999 — Фіщенко Іван Іванович
- 1999—2013 — Березніцька Людмила Олексіївна
- 2013—2016 — Малина Світлана Леонідівна
- 2016 — нині — Поліщук Тетяна Володимирівна

## Вчителі
В різні роки директорами школи були Герой Радянського Союзу В. С. Моргуненко, заслужений учитель Таджицької РСР І. Г. Ісаченко та «Відмінник народної освіти УРСР» І. І. Фіщенко.
За роки існування школи в різні роки в ній працювала низка талановитих педагогів, серед яких заслужений учитель України К. І. Кульчицька, лауреат премії імені Н. К. Крупської А. С. Ільніцька, колишній член підпільної організації «Партизанська іскра» І. П. Герасименко. Почесного звання «Відмінник народної освіти УРСР» удостоєно 13 чоловік, 3 учителів відзначені званням «Відмінник освіти України».
31 випускник школи згодом повернувся до неї вже як учитель.

## Випускники
Школа пишається своїми випускниками, які в роки Радянсько-німецької війни створили молодіжну підпільну організацію «Партизанська іскра», на чолі якої стояв учень школи Герой Радянського Союзу П. К. Гречаний.
Серед випускників школи повоєнних років: доктор технічних наук, професор Б. М. Кравець, брати, кандидати економічних наук професор Влад. М. Ковальчук і доцент В'яч. М. Ковальчук, заслужений працівник сільського господарства України, кавалер орденів «За заслуги» II і III ступенів В. В. Кульчицький, письменник О. Л. Соломіцький, поет С. Н. Відмиш.
Десятки випускників школи стали інженерами, лікарями, педагогами, працівниками різних галузей народного господарства.